# Aurora (Maine)
Aurora ist eine Town im Hancock County des Bundesstaates Maine in den Vereinigten Staaten. Im Jahr 2020 lebten dort 93 Einwohner in 83 Haushalten auf einer Fläche von 101,66 km².

## Geografie
Nach dem United States Census Bureau hat Aurora eine Gesamtfläche von 101,66 km², von denen 97,54 km² Land sind und 4,12 km² aus Gewässern bestehen.

### Geografische Lage
Aurora liegt zentral im Hancock County. Ein Zweig des Union Rivers fließt in südlicher Richtung durch die Town. Es gibt mehrere Seen auf dem Gebiet von Aurora, den Long Pond im Norden, im Osten den Half Mile Pond und den Upper Middle Branch Pond sowie den Lower Middle Branch Pond und im Südwesten den Giles Pond. Die Oberfläche ist hügelig und die höchste Erhebung ist der 262 m hohe Spruce Mountain.

### Geologie
In Aurora gibt es zwei geologische Merkmale, die von durch Gletschern geschaffen wurden, das Silsby Plaine und den The Whale Back.
Silsby Plaine ist ein geologisches Delta, hier flossen die Ströme, die durch das Abschmelzen des Gletschers entstanden, in ein Gewässer. Der Boden der Ebene ist bis zu einer Tiefe von 7,6 m sandig, diese Bedingungen sind ideal für Blaubeeren. Die nächsten 6 m bestehen aus Geschiebemergel, einer Mischung aus Ton, Kies, Sand, Schluff und Geröll.
Der Grat The Whale Back ist ein etwa 23 m hoher Esker, der sich über ein Feuchtgebiet und den Kanal für einen Seitenarm des Union Rivers erhebt. Die Route 9 führt über seinen Kamm.

### Nachbargemeinden
Alle Entfernungen sind als Luftlinien zwischen den offiziellen Koordinaten der Orte aus der Volkszählung 2010 angegeben.
- Norden: Great Pond, 5,3 km
- Osten: East Hancock, Unorganized Territory, 13,7 km
- Süden: Osborn, 4,1 km
- Südwesten: Mariaville, 14,3 km
- Westen: Amherst, 14,9 km
- Nordwesten: Northwest Hancock, Unorganized Territory, 18,8 km

### Stadtgliederung
In Aurora gibt nur ein Siedlungsgebiet, das Village Aurora.

### Klima
Die mittlere Durchschnittstemperatur in Aurora liegt zwischen −7,2 °C (19° Fahrenheit) im Januar und 20,6 °C (69° Fahrenheit) im Juli. Damit ist der Ort gegenüber dem langjährigen Mittel der USA um etwa 6 Grad kühler. Die Schneefälle zwischen Oktober und Mai liegen mit bis zu zweieinhalb Metern mehr als doppelt so hoch wie die mittlere Schneehöhe in den USA; die tägliche Sonnenscheindauer liegt am unteren Rand des Wertespektrums der USA.

## Geschichte
Aurora wurde als Plantation No. 27 im Jahr 1822 organisiert. Zuvor trug das Gebiet die Bezeichnung Township of T27 MD, BPP oder Township No. 27 Middle Division, Bingham’s Penobscot Purchase (T27 MD BPP) oder auch Richards. Die Organisation als Town erfolgte am 1. Februar 1831 zunächst unter dem Namen Hampton. Der Name wurde im Jahr 1833 zu Aurora geändert.

### Einwohnerentwicklung
| Volkszählungsergebnisse – Town of Aurora, Maine | Volkszählungsergebnisse – Town of Aurora, Maine | Volkszählungsergebnisse – Town of Aurora, Maine | Volkszählungsergebnisse – Town of Aurora, Maine | Volkszählungsergebnisse – Town of Aurora, Maine | Volkszählungsergebnisse – Town of Aurora, Maine | Volkszählungsergebnisse – Town of Aurora, Maine | Volkszählungsergebnisse – Town of Aurora, Maine | Volkszählungsergebnisse – Town of Aurora, Maine | Volkszählungsergebnisse – Town of Aurora, Maine | Volkszählungsergebnisse – Town of Aurora, Maine |
| Jahr                                            | 1800                                            | 1810                                            | 1820                                            | 1830                                            | 1840                                            | 1850                                            | 1860                                            | 1870                                            | 1880                                            | 1890                                            |
| ----------------------------------------------- | ----------------------------------------------- | ----------------------------------------------- | ----------------------------------------------- | ----------------------------------------------- | ----------------------------------------------- | ----------------------------------------------- | ----------------------------------------------- | ----------------------------------------------- | ----------------------------------------------- | ----------------------------------------------- |
| Einwohner                                       |                                                 |                                                 |                                                 |                                                 | 149                                             | 217                                             | 277                                             | 212                                             | 212                                             | 175                                             |
| Jahr                                            | 1900                                            | 1910                                            | 1920                                            | 1930                                            | 1940                                            | 1950                                            | 1960                                            | 1970                                            | 1980                                            | 1990                                            |
| Einwohner                                       | 152                                             | 114                                             | 95                                              | 86                                              | 81                                              | 91                                              | 75                                              | 72                                              | 110                                             | 82                                              |
| Jahr                                            | 2000                                            | 2010                                            | 2020                                            | 2030                                            | 2040                                            | 2050                                            | 2060                                            | 2070                                            | 2080                                            | 2090                                            |
| Einwohner                                       | 121                                             | 114                                             | 93                                              |                                                 |                                                 |                                                 |                                                 |                                                 |                                                 |                                                 |

## Kultur und Sehenswürdigkeiten

### Bauwerke
In Aurora wurde das Brick School House unter Denkmalschutz gestellt und 1980 unter der Register-Nr. 80000221 ins National Register of Historic Places aufgenommen.

## Wirtschaft und Infrastruktur

### Verkehr
Die Maine State Route 9 verläuft in westöstlicher Richtung durch Aurora. Von ihr zweigt die Maine State Route 179 in südlicher Richtung ab.

### Öffentliche Einrichtungen
Es gibt keine medizinischen Einrichtungen oder Krankenhäuser in Aurora. Die nächstgelegenen befinden sich in Beddington oder Orono.
Die Bibliothek für Aurora und die umliegenden Gemeinden befindet sich in der Airline Community School in Aurora.

### Bildung
Aurora gehört mit Amherst, Dedham, Great Pont, Orrington und Osborn zum CSD #8.
Im Schulbezirk werden folgende Schulen angeboten:
- Airline Community School in Aurora, mit Schulklassen vom Pre-Kindergarten bis 8. Schuljahr
- Center Drive School in Orrington, bis Klasse 8
- Dedham School in Dedham, mit Schulklassen vom Pre-Kindergarten bis 8. Schuljahr